# ウォーターボーイズ オリジナル・サウンドトラック
『ウォーターボーイズ オリジナル・サウンドトラック』は、日本映画『ウォーターボーイズ』（2001年公開）のオリジナル・サウンドトラック。2001年8月22日発売。発売元は、ユニバーサルミュージック。

## 解説
2001年に公開された、東宝配給映画『ウォーターボーイズ』（監督: 矢口史靖）の劇中音楽を収録したサウンドトラック。
全22曲の収録曲のうち、実際には映画で使用されていない楽曲も収録されている。また、逆に映画で使用されていながら本CD未収録の楽曲やバージョンもある。
シンクロ・シーン（本番・練習シーン含む）で使用された楽曲は以下の通り。
- 伊勢佐木町ブルース / 青江三奈　-　本CD未収録
- DIAMOND HEAD / ザ・ベンチャーズ
- CARMEN 歌劇「カルメン」より 闘牛士の歌
- あなたのとりこ（IRRESISTIBLEMENT） / シルヴィ・バルタン　-　本CD未収録
- オンリー・ユー / ザ・キング・トーンズ
- 愛のしるし / PUFFY　-　本CD未収録
- 学園天国 / フィンガー5

なお「あなたのとりこ（IRRESISTIBLEMENT）」は、映画音楽を手がけたうちのひとり・松田岳二（ニール&イライザのメンバー）のソロ・プロジェクト、"CUBISMO  GRAFICO" 名義のカヴァー・ヴァージョンが収録されている。
歌詞カードのページの一部が、波を打っている特殊加工仕様。音楽担当・松田岳二、監督・矢口史靖らのライナーノーツに加え、一部の歌詞（M-16・21・22）が掲載されている。また、のちにテレビドラマ・シリーズのサウンドトラックとミックスされたベスト・セレクションCDも発売された。

## 収録曲
1. introduction of W.B.
2. SCHOOLYARD FRIENDSHIP
3. W.A.T.E.R.B.O.Y.S!!!
4. PRETTY VACANT SCOOPS
  - 劇中における西田尚美・玉木宏の台詞がサンプリングされている。
5. YES, WE CAN CAN CAN!!!
6. TRADE WINDS
7. LIKE A FISH
8. LESSON 1
9. GRACEFUL DOLPHINS
10. RUN WATERBOYS RUN
11. POOL SPUR
12. CARMEN 歌劇「カルメン」より 闘牛士の歌
  - 作曲: Geoges Bizet
13. DIAMOND HEAD
  - 作曲: Danny Hamilton
  - アーティスト：ザ・ベンチャーズ
14. SHOPPING MALL
15. TEACHER TALKING
16. オンリー・ユー
  - 作詞・作曲: B.RAM・A.RAND。編曲: 加生スミオ
  - アーティスト：ザ・キング・トーンズ
17. THE CHIME WILL RING...
18. SUNSET FOR YOU & ME
19. BUS STOP 2p.m.
20. END OF THE SUMMER
21. 学園天国
  - 作詞: 阿久悠、作曲・編曲: 井上忠夫
  - アーティスト：フィンガー5
22. あなたのとりこ（IRRESISTIBLEMENT）
  - 作詞・作曲: RENARD・ABER、編曲: CUBISMO GRAFICO
  - アーティスト：CUBISMO GRAFICO
  - 劇中ではシルヴィ・バルタンの歌唱音源が使用されている。

※本編未使用楽曲 … M-3・4・6・7・11・15・22

## 音楽プロデュース
- 松田岳二（CUBISMO GRAFICO）　M-2・3・4・6・7・8・9・11・14・19・22
- 冷水ひとみ　M-1・5・10・15・18
- 田尻光隆　M-20